# Mikrolit (mineral)
Mikrolit är ett blekgult, rött eller rödbrunt mineral under den kemiska formeln (Na,Ca)2Ta)2 O)6 (O, OH, F)  som innehåller tantal. Mineralet beskrevs första gången 1835 på Utö i Stockholms skärgård.
Ordet, som kommer från grekiska mikros för ”små” och lithos för ”sten”,  betecknar även allmänt en liten kristall som har bestämbara optiska egenskaper.

## Egenskaper
Mikrolit är ett isometriskt mineral natrium-, kalcium- och tantaloxid samt en liten mängd fluor. Det har en Mohs-hårdhet av 5,5 och en varierande specifik vikt på 4,2-6,4 g/cm3. Det förekommer som spridda, mikroskopiska halvgenomskinliga till opaka oktoedriska kristaller.

## Förekomst
Mikrolit ingår i gruppen pyroklorider och uppträder som ett primärt mineral i litiumbärande granitpegmatiter och i miarolitiska håligheter i graniter. Associerade mineraler är albit, lepidolit, topas, beryll, turmalin, spessartin, tantalit och fluorit.

## Användning
Mikrolit utgör malm för utvinning av tantal.
Mikroliter kallas också sådana kristaller, som är så små, att de endast kan iakttas med mikroskop. De förekommer ofta i obsidian, pechsten och andra vulkaniska bergarter liksom också i konstgjorda slagger. Mikroliterna har oftast andra former än de större kristallerna av samma slag och kan därför betraktas som ungdomsformer. I allmänhet är de stav- eller nålformiga, stundom tagglika eller klubbformiga. Andra delar sig som en svalstjärt eller har formen av ett timglas. De böjda ogenomskinliga formerna benämnas trichiter (av grekiska thrix, hår). Många av dessa mikroliter låter återföra sig på bestämda mineral. Sålunda känner man exempelvis till fältspat- och apatitmikroliter, medan andra är till sin substans obekanta.